# Eranthis
Az Eranthis a boglárkavirágúak (Ranunculales) rendjébe, ezen belül a boglárkafélék (Ranunculaceae) családjába tartozó nemzetség. A nemzetség tagjai elsősorban kora tavasszal nyíló, élénksárga, sugárzó virágaikról ismertek, melyek gyakran az elsőként megjelenő vadvirágok közé tartoznak a tél elmúltával. Jellegzetességük, hogy leveleik körül szeldelt gallérszerű murvalevelek találhatók, melyek a virágokat körülölelő színes „kelyhet” alkotják. Az Eranthis fajok elterjedési területe magában foglalja Európa és Ázsia egyes részeit, de néhányukat kerti dísznövényként más kontinensekre is betelepítették. Természetes élőhelyükön lombhullató erdők, ligetek és hegyvidéki rétek aljnövényzetében fordulnak elő, ahol árnyékos, tápanyagban gazdag, jól vízelvezető talajt igényelnek. Szélsőséges időjárási viszonyoknak ellenállóak, és gyakran a hótakaró alól kibújva virágoznak.
A nemzetségbe tartozó legismertebb fajok közé tartozik a téltemető (Eranthis hyemalis), amely a Kárpát-medencében is megtalálható, valamint a szibériai téltemető (Eranthis sibirica), amely Szibéria és Kína hidegebb régióiban honos. Az Eranthis fajok ökológiai szerepe is jelentős, mivel korai virágzásuk révén fontos táplálékforrást biztosítanak a beporzó rovarok, például a méhek számára, amikor más növények még nem virágoznak.
A nemzetség neve az ógörög „ér” (tavasz) és „anthosz” (virág) szavakból származik, utalva e növények tavaszi virágzására. Kerti növényként történő használatuk a díszkertészetben is elterjedt, mivel alacsony karbantartási igényük és színpompás megjelenésük révén népszerűek a sziklakertekben, árnyékos parkokban és erdei kertkompozíciókban.

## Rendszerezés
A nemzetségbe az alábbi 8 faj tartozik:
- Eranthis albiflora Franch. – Kína
- Eranthis cilicica Schott & Kotschy – Délnyugat-Ázsia
- téltemető (Eranthis hyemalis) (L.) Salisb. – Európa; típusfaj
- Eranthis lobulata W.T.Wang – Nyugat-Kína
- Eranthis longistipitata Regel – Közép-Ázsia
- Eranthis pinnatifida Maxim. – Koreai-félsziget és Japán
- Eranthis sibirica DC. – Szibéria
- Eranthis stellata Maxim. – Kelet-Szibéria

## Képek

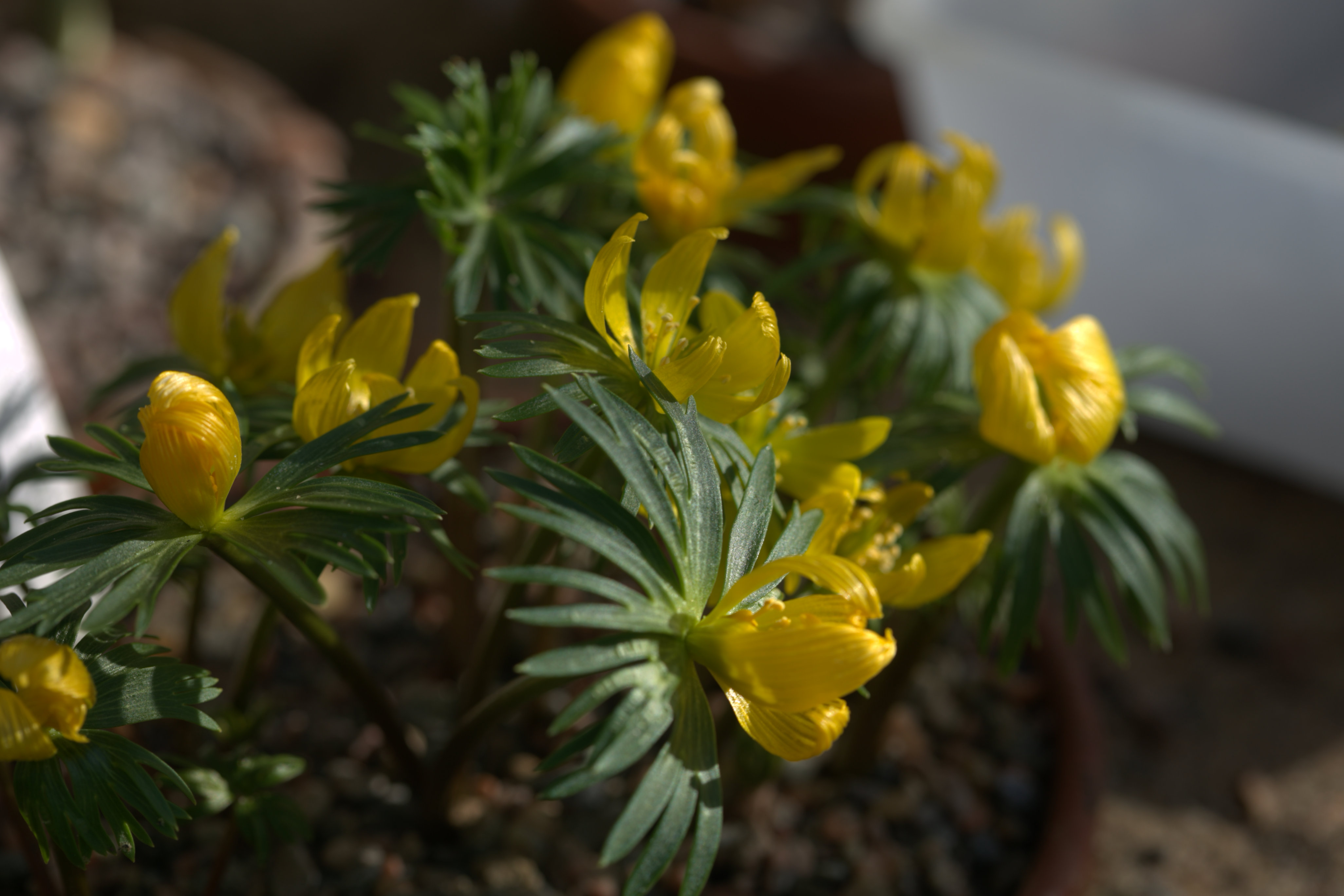
Eranthis cilicica
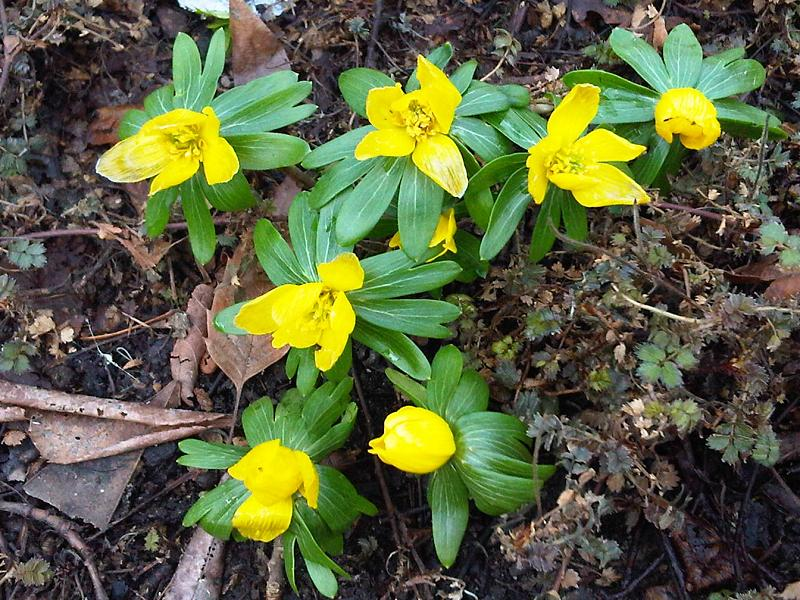
Eranthis hyemalis
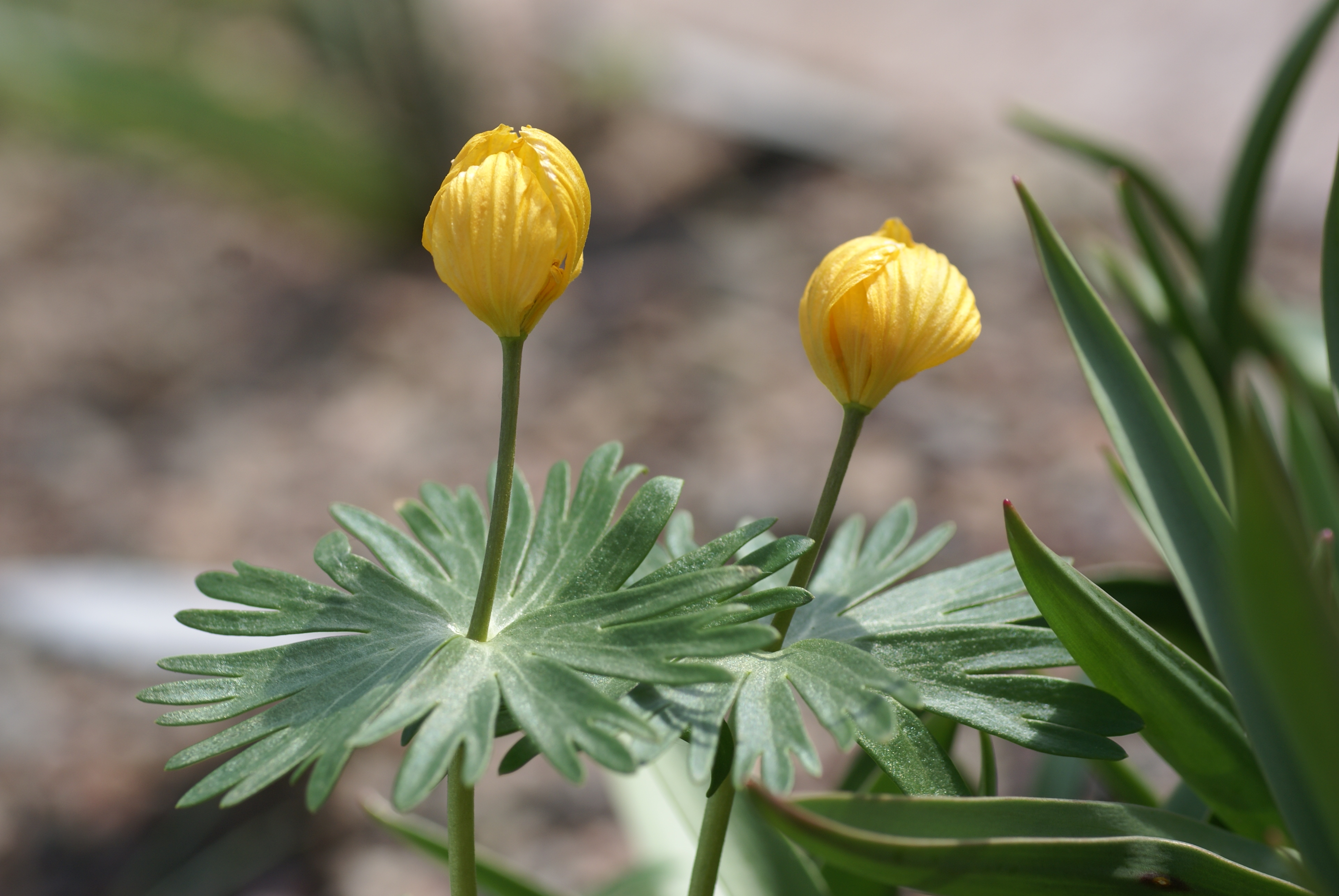
Eranthis longistipitata
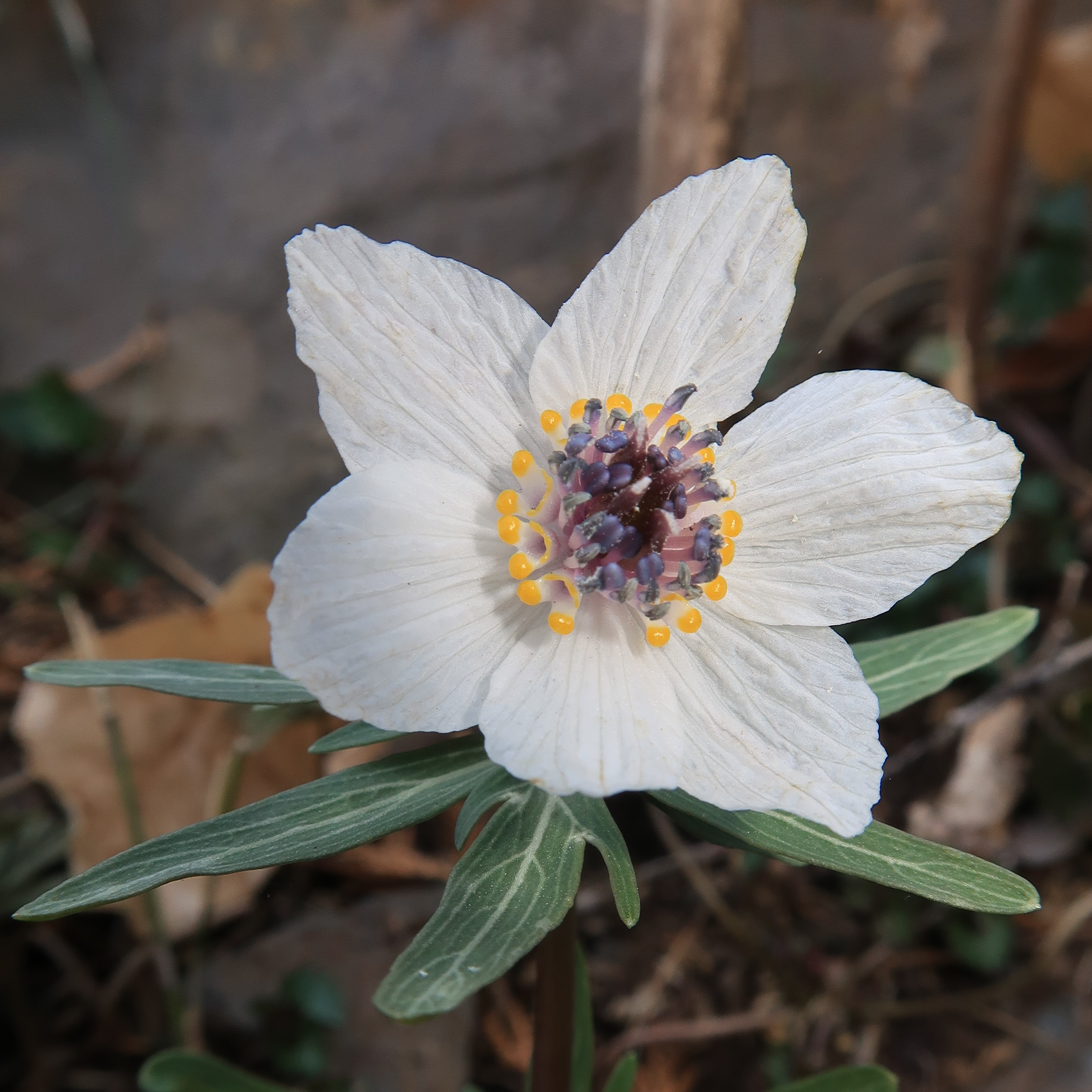
Eranthis pinnatifida